# Euchontha circis
Euchontha circis är en fjärilsart som beskrevs av Paul Dognin 1894. Euchontha circis ingår i släktet Euchontha och familjen tandspinnare. Inga underarter finns listade i Catalogue of Life.